# Maria Widl
Maria Widl (* 1957 in Wien) ist eine österreichische römisch-katholische Pastoraltheologin.

## Leben
Sie studierte katholische Theologie und Mathematik an der Universität Wien, dann war sie für zehn Jahre wissenschaftliche Assistentin am Institut für Pastoraltheologie bei Paul Zulehner. 1983 erwarb sie den akademischen Grad des Mag. rer. nat. und 1986 den Grad des Mag. theol. Ihre Lehramtsprüfung (zweites Staatsexamen) für Höhere Schulen legte sie 1987 ab. Ihre Promotion zum Dr. theol. erfolgte 1992 mit der Dissertation Sehnsuchtsreligion: neue religiöse Kulturformen als Herausforderung für die Praxis der Kirchen an der Wiener Universität. Einem dreijährigen Engagement beim Fernkurs für theologische Bildung der Österreichischen Bischofskonferenz schloss sich 1995 ein dreijähriges APART-Forschungsstipendium der Österreichischen Akademie der Wissenschaften an. Eine Gastprofessur führte sie an die Faculteit Godgeleerdheid der KU Leuven. Sie forschte an den Universitäten Münster, Paderborn, Tübingen, Freiburg im Üechtland, Bielefeld und Würzburg. Mit der Schrift Pastorale Weltentheologie: transversal entwickelt mit der Sozialpastoral habilitierte sie sich 1999 an der Universität Würzburg. Von 2002 bis 2011 war sie wissenschaftliche Leiterin des Pastoraltheologischen Instituts der Pallottiner in Friedberg (Bayern). Seit Oktober 2005 lehrt sie als Universitätsprofessorin für Pastoraltheologie, Homiletik und Religionspädagogik an der Universität Erfurt. Derzeit ist sie Prodekanin der Erfurter Fakultät. Seit 2011 berät sie die Pastoralkommission der Deutschen Bischofskonferenz und ist Schriftleiterin von Theologie der Gegenwart.
Ihre Forschungsinteressen sind Kirchenentwicklung angesichts der Postmoderne, die Rolle des Religiösen in säkularen Kulturen, die Entwicklung der Gemeinden, Ordensgemeinschaften und Bewegungen sowie die Rolle des Religionsunterrichts und der Spiritualität in der Postmoderne, all dies speziell im Hinblick auf eine elementarisierende Erkundung des Glaubens und seine evangelisierende Gestalt inmitten von Säkularität und speziell im Kontext Ostdeutschlands und Mittel-/Ost-Europas.

## Schriften (Auswahl)
- Boltzmann-Studie. New Age im Klassenzimmer  (= Werkmappe Sekten, religiöse Sondergemeinschaften, Weltanschauungen. Nummer 71). Arbeitsgemeinschaft der Österreichischen Seelsorgeämter, Referat für Weltanschauungsfragen, Wien 1989, OCLC 75510627.
- Sehnsuchtsreligion. Neue religiöse Kulturformen als Herausforderung für die Praxis der Kirchen (= Europäische Hochschulschriften. Reihe 23 Theologie. Band 501). Lang, Frankfurt am Main/Berlin/Bern/New York/Paris/Wien 1994, ISBN 978-3-631-46324-6 (zugleich Dissertation, Wien 1992).
- Christentum und Esoterik. Darstellung, Auseinandersetzung, Abgrenzung. Styria, Graz/Wien/Köln 1995, ISBN 3-222-12354-3.
  - Jaroslav Vokoun als Übersetzer: Křest'anství a esoterika. Nové duchovní proudy jako výzva církvím. Karmelitánské Nakladat., Kostelní Vydří 1997, ISBN 80-7192-217-X.
- Kleine Pastoraltheologie. Realistische Seelsorge. Styria, Graz/Wien/Köln 1997, ISBN 3-222-12528-7.
- Pastorale Weltentheologie. Transversal entwickelt mit der Sozialpastoral (= Praktische Theologie heute. Band 48). Kohlhammer, Stuttgart/Berlin/Köln 2000, ISBN 3-17-016431-7 (zugleich Habilitationsschrift, Würzburg 1999).
- mit Andrea Schulte: Folge dem Stern!. Missionarische Projekte am Weihnachtsmarkt (= Erfurter theologische Schriften. Band 36). Echter, Würzburg 2009, ISBN 978-3-429-03033-9.
- Das Volk Gottes auf dem Weg durch die Postmoderne. Eine kleine Pastoraltheologie. Matthias Grünewald Verlag, Ostfildern 2018, ISBN 3-7867-3070-9.